# NGC 1762
NGC 1762 (другие обозначения — UGC 3238, MCG 0-13-67, ZWG 394.73, IRAS05010+0130, PGC 16654) — спиральная галактика (Sc) в созвездии Орион.
Этот объект входит в число перечисленных в оригинальной редакции «Нового общего каталога».
В галактике вспыхнула сверхновая SN 2002cy. Её пиковая видимая звёздная величина составила 16,7.
Галактика NGC 1762 входит в состав группы галактик NGC 1762. Помимо NGC 1762 в группу также входят ещё 26 галактик.